# Jack staví dům
Jack staví dům (v anglickém originále The House That Jack Built) je psychologický horor z roku 2018, který napsal a režíroval Lars von Trier. Hrají v něm Matt Dillon, Bruno Ganz, Uma Thurman, Siobhan Fallon Hogan, Sofie Gråbøl, Riley Keough a Jeremy Davies. 

## Synopse
Děj sleduje sériového vraha Jacka (Matt Dillon), který během dvanácti let od konce 70. do 80. let 20. století spáchá v americkém státě Washington řadu vražd. 

## Obsazení
| Matt Dillon          | Jack                   |
| Bruno Ganz           | Publius Vergilius Maro |
| Uma Thurman          | první žena             |
| Siobhan Fallon Hogan | druhá žena             |
| Sofie Gråbøl         | třetí žena             |
| Riley Keough         | Jacqueline             |
| Jeremy Davies        | Al                     |

## Produkce a vydání
Snímek Jack staví dům, který Lars von Trier původně koncipoval jako televizní projekt, se začal natáčet ve Švédsku v roce 2016.
Film měl premiéru na festivalu v Cannes, kam se Lars von Trier vrátil po více než šesti letech. Film se setkal s polarizovanými recenzemi kritiků, kteří kladně hodnotili Dillonův výkon a umělecké vedení filmu, ale kritizovali ho za grafické násilí. Film vydělal více než pět milionů dolarů.